# Жак де Міллі
Жак де Міллі — 37-й Великий магістр лицарів-госпітальєрів (з 15 червня 1454 р. по 17 серпня 1461 р.).

## Біографія
Жак де Міллі походить з дворянського роду з Оверні.  

### Служба в ордені
В 1454 році він був пріором ордену в Оверні.

### Великий магістр ордену на Родосі
Його обрали великим магістром ордена 15 червня 1454 р. після смерті попередника  Жана де Ластіка. Він правив в період османської загрози, яка походила від султана Мехмеда II, який захопив Константинополь в 1453 р. В 1457 і 1459 рр. османи напали на Родос, Кос і Симі, завдавши їм значної шкоди. Орден змушений був постійно відновлювати та зміцнювати укріплення в Егейському морі, зокрема, в 1454 році було прийнято рішення щодо будівництво фортеці Архангелос на Родосі. З метою захисту місцевого населення жителів острова Жак де Міллі наказав їм переховувались за стінами укріплень міста Родоса та фортець острова.
Він провів два два з'їзди ордені, один з яких 10 листопада 1454 року, а інший в 1459 р., коли загострилася суперечка між окремими регіональними відділеннями (мовами) ордену щодо розподілу влади та посад. Зокрема, перевага при призначенні на вищі посади в ордені надавалась трьом французьким відділенням (Франції, Провансу та Оверні), що оспорювалося лицарями інших відділень, особливо іспанського. Цю суперечку вирішив його наступник — П'єр Раймондо Цакоста.
Жак Де Міллі підтримав кіпрську королеву Шарлотту в боротьбі проти її рідного брата за владу над Кіпром. Зокрема він у 1461 році дозволив її кораблям базуватися та дообладнуватися на Родосі.  
Жак Де Міллі помер 17 серпня 1461 р. від подагри і був похований на Родосі. Його саркофаг зберігається в Паризькому музеї Клюні.